# Rambling Blues Trio

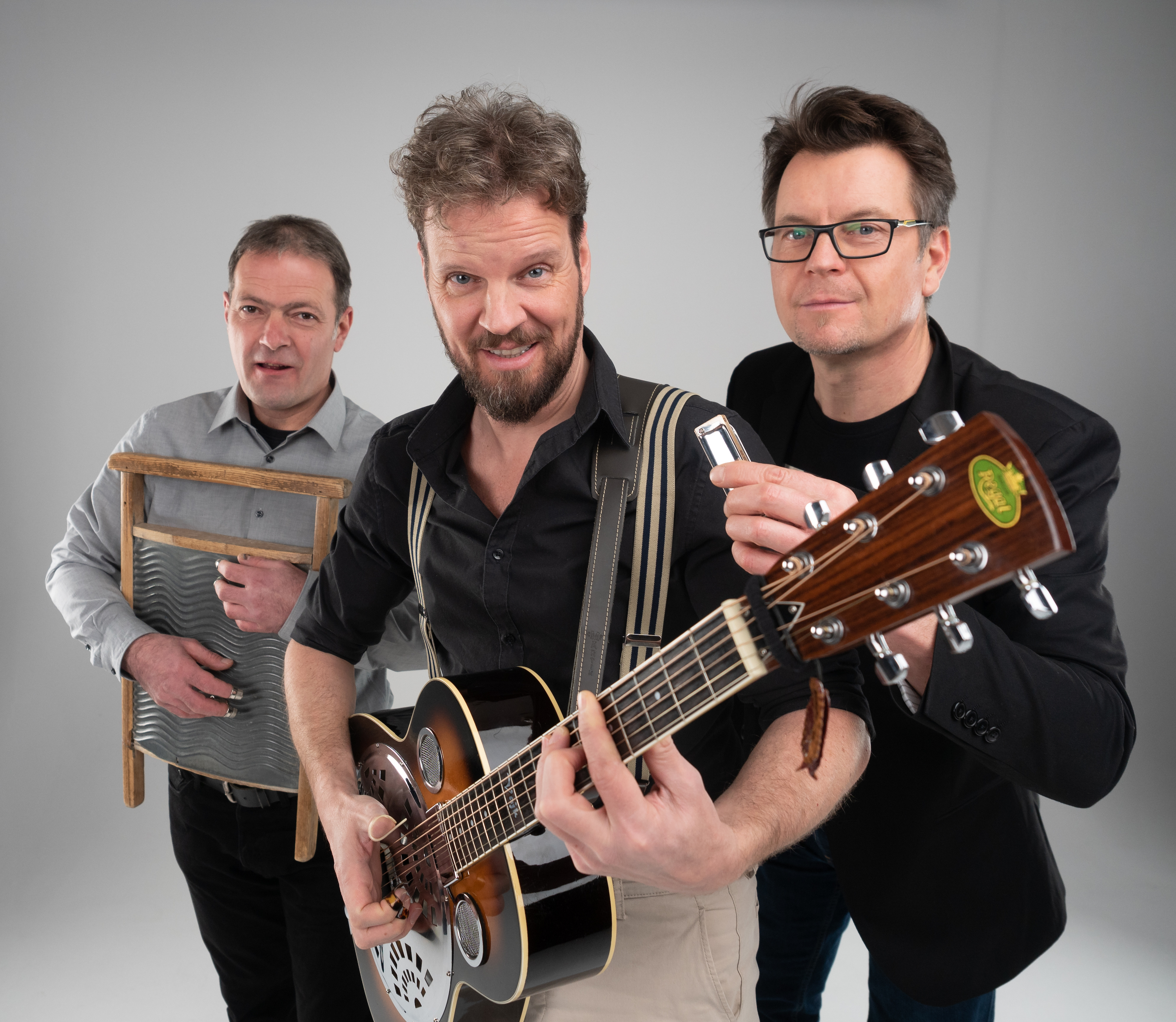
Rambling (2020)

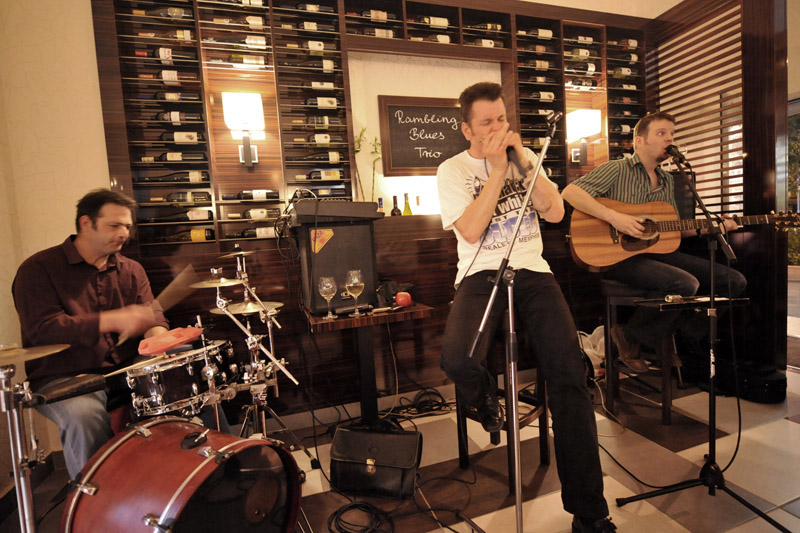
Rambling Blues Trio

A szegedi székhelyű Rambling (2019-ig Rambling Blues, ill. Rambling Blues Trio) egyike Magyarország legrégebbi, ma is aktívan működő akusztikus blues zenekarainak. 
A formációt Király Vajk gitáros-énekes alapította 1993-ban, jelenlegi társai Hrabovszky Tamás szájharmonikás-énekes és Szabó Csaba ütőhangszeres. A zenekar neve (rambling, angol szó – kószáló, csavargó) a műsoron tartott repertoár sokoldalúságára utal: a tagok szerteágazó érdeklődési körükből adódóan szívesen barangolnak a blues és a tradicionális amerikai népzene különböző ágai között.

## A zenekar története

### Korai évek (1993-1995)

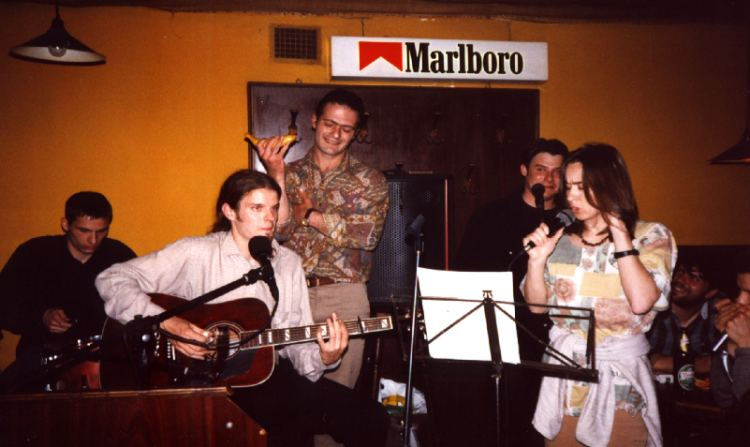
Korai évek – 1994

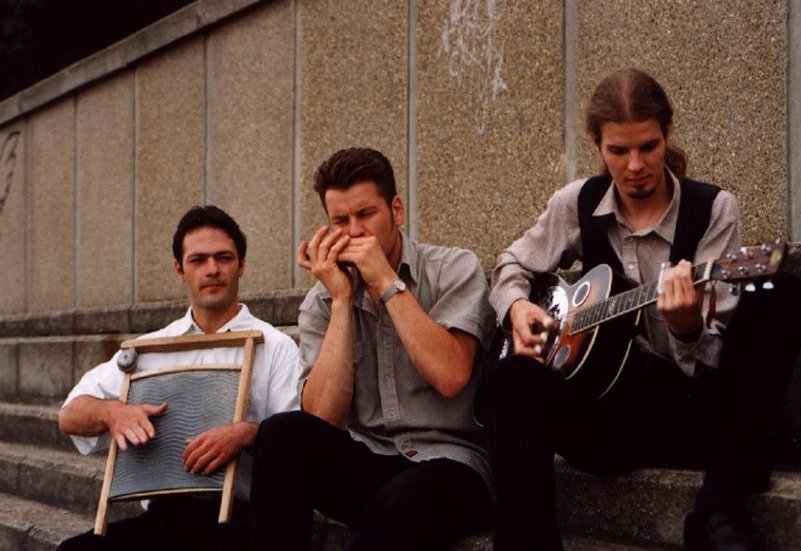
Korai évek – 1995

Király Vajk 1993-ban kezdett el szólófellépéseket adni, röviddel később csatlakozott hozzá Harmati István „Maci” szájharmonikás és Tóth Anetta énekesnő. A szájharmonikás poszton nem sokkal később tagcsere történt, Harmati Istvánt Hrabovszky Tamás váltotta. A zenekar több tehetségkutató versenyen is részt vett, ezeken számos díjat nyert (pl. Első blues- és bluesrock tehetségkutató verseny, 1994: 1. díj; Blues és Jazz fesztivál és verseny, 1995: blues kategória 2. díj). Egyre többet koncerteztek, eleinte Szegeden, majd országszerte, és külföldi meghívásoknak is eleget tettek. 1995-ben Tóth Anetta egyetemi tanulmányainak befejeztével kilépett a zenekarból, az eredeti felállású trió az 1995-ös Diákszigeten búcsúzott el a közönségtől.

### A mai trió kialakulása és működése (1995-)

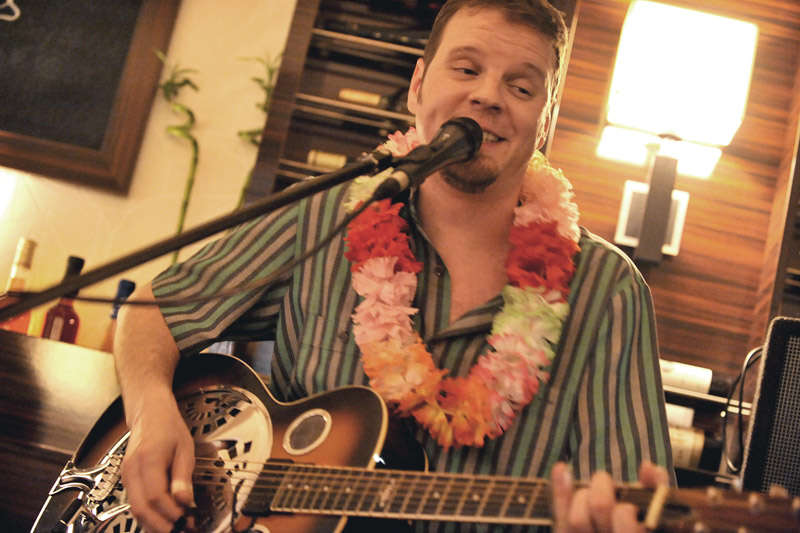
Egy Hawaii téma – 2009

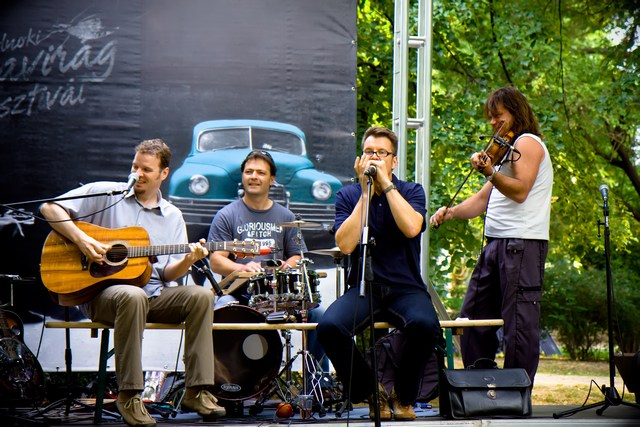
IV. Szolnoki Tiszavirág Fesztivál

Tóth Anetta távozása után a zenekar új énekesnőkkel próbált, végül mégis Szabó Csaba ütős hangszerest kérték fel a csatlakozásra. Szabó Csaba korábban is játszott a zenekarral meghívott vendégművészként, változatos ritmushangszerekkel járulva hozzá a produkcióhoz. A harmadik tag belépésével megszületett a trió mai felállása, tagcsere azóta sem történt a zenekarban.
1996-tól kezdve a zenekar akár évi 90-100 fellépést is vállalt, külföldön is gyakran megfordultak; egyebek mellett játszottak Németországban, Ausztriában, Szlovákiában, Olaszországban, Hollandiában. Magyarországon egyaránt fellépnek a nagy fesztiválokon és a kis klubokban. 1997-ben felléptek a Sziget Fesztiválon.
2007-ben Dél-Magyarország legismertebb akusztikusblues-formációjának jellemezték.

## Tagok
Király Vajk énekes flattop akusztikus gitáron, rezonátoros gitáron, kazoo-n, ukulelén játszik. Gitárosként a finger picking és a slide technikák híve, amelyeknek beható ismerete elengedhetetlen a tradicionális blues előadásához. Elsődleges hangszere egy tisztán koa fából épített, különleges Martin mesterhangszer (SPD-16K2).
Legfőbb inspirációja, később mentora a jugoszláv származású Homesick Mac volt. Az 1990-es évek második felében rendszeresen kilátogatott Münchenbe Rainer Wöffler barátjához tanulni és utcazenélni. 2000-ben a Rambling Blues Trio és a Blues Bell zenekarok részleges fúziójával megalapította a Blues B. R. Others Show nevű, kilenctagú formációt, amely azóta is aktív. Szóló fellépéseket jelenleg nem vállal, de tervei között szerepel egy hasonló repertoár felépítése.
Hrabovszky Tamás szájharmonikás-énekes a Blues Bell zenekar frontembereként csatlakozott a Rambling Blues Trióhoz. Dallamközpontú, technikai szempontból is sokoldalú harmonikajátéka mellett énekesként is szerepel a koncerteken, illetve különböző ritmushangszereken is játszik. Énekes-szájharmonikásként alapító tagja a 2000-ben debütált Blues B. R. Others Show formációnak, mindemellett eredeti zenekara, a Blues Bell is működik.
Szabó Csaba hagyományos dobfelszerelés helyett a trió akusztikus megszólalásával harmonizáló, az akusztikus hangzáshoz illeszkedő, azt színesítő felszerelésen játszik. A pergődob mellett számos cintányér, washboard, kolompok, békák alkotják a felszerelését. Dobverők helyett gyakran játszik gyűszűkkel, vagy akár csupasz kézzel. Az ő játéka teszi igazán egyedivé a Rambling Blues Trio hangzását, a koncerteken rendszeresen előadott szólója a fellépések egyik csúcspontja. Kizárólag autodidakta módon tanult meg dobolni, technikai járatossága ennek ellenére rendkívüli. A Blues B. R. Others Show alapító tagja, rendszeresen játszik különböző jazz formációkban is, de más műfajokban (pl. brazil zene) is sikerrel próbálta ki már magát.

## Repertoár
A zenekar az 1920-as, 1930-as évek tradicionális bluesaiból állította össze első repertoárját, amely az évek során folyamatosan bővült és finomodott. A Blind Boy Fuller, Robert Johnson, Muddy Waters, Bo Carter stb. dalok mellett idővel megjelentek a különböző guitar ragek és a dalokba beépített zenei tréfák, illetve a népdalok és a kortárs szerzemények is. A mai repertoárban egyaránt találhatók tradicionális népdalok, Mississippi Delta blues, Piedmont blues (East Coast blues), Chicago blues, ragtime blues, vagy éppen bluegrass nóták. Az előadott dalok többsége angol nyelvű, de játszanak magyar szerzeményeket, illetve angol nyelvből honosított dalokat is, és néhány dalban Hawaii nyelven is megszólalnak. Napjainkban adott koncertjeiket a folyamatosan változó hangszerelés, a kétszólamú ének, a régi fekete népdalokból ismert feleselgetések, a gyakran öniróniába hajló, komikus konferansziék jellemzik.

## Hang- és képhordozók
A zenekar 1996-ban, 1997-ben és 1999-ben rögzített demófelvételeket. 1999-ben szerepeltek egy felvétellel egy Stella Artois által kiadott kompiláción. Első önálló lemezük 2000-ben jelent meg „Tissassippi” címen, ez 12 dalt tartalmaz (ezen a lemezen található az egyetlen hozzáférhető, Tóth Anettával készített felvétel). 2008-ban, egy zártkörű koncerten készült egy különleges hangfelvétel és videó. A Rambling Blues tagjai ezen kívül a Blues B. R. Others Show 2007-es „Egy koncert” című koncert DVD-jén zenélnek.

## Zenei kollaborációk
Alkalomadtán a trió szívesen játszik vendégművészekkel. 1995-ben rendszeresen felléptek Rakovics István gitárossal, a Molnár Dixieland Band zenészével, később Szirtes Edina „Mókus” hegedűjátéka színesítette a zenekar hangszerelését. A különböző koncerteken és fesztiválokon örömzenéltek már az osztrák Ripoff Raskolnikov gitáros-énekessel, Szabó Tamás”’ szájharmonikás-énekessel, Long Tall Sonny énekes-gitárossal, Lakai Zoltán hegedűssel.

## Külső hivatkozások
- Rambling Blues Trio honlapja
- Blues Brothers honlapja
- Blues Bell[halott link]